# Mychocerus discretus
Mychocerus discretus är en skalbaggsart som först beskrevs av Thomas Casey 1890.  Mychocerus discretus ingår i släktet Mychocerus och familjen gångbaggar. Inga underarter finns listade i Catalogue of Life.